# Шоавэ, Флорин
Фло́рин Ко́стин Шоа́вэ (рум. Florin Costin Şoavă; 24 июля 1978, Гырла-Маре, Румыния) — румынский футболист, полузащитник. Игрок национальной сборной Румынии (2000—2006).

## Карьера

### Клубная
В 1996—2004 годах выступал за румынские клубы, в 2004—2008 годах играл в российской премьер-лиге. С июня 2008 года выступал за «Химки». 16 января 2009 года было объявлено, что по обоюдному согласию расторгнут договор между Флорином и «Химками», причинами тому стали жёсткая финансовая политика клуба и собственное желание Шоавэ продолжить карьеру игрока в другом клубе. 18 января 2009 года было сообщено, что Флорин вернулся в Румынию, в клуб «Университатя», с которым подписал контракт на 3,5 года, зарплата игрока составила 200 тыс. евро в год, что на 150 000 меньше, чем он ранее получал в «Химках».
25 февраля 2010 года Флорин подписал 16-месячный контракт с украинским клубом «Арсенал» (Киев). Всего за «Арсенал» в чемпионате Украины сыграл в 38 матчах и забил 2 мяча. Летом 2012 года покинул команду.

### В сборной
В составе сборной Румынии провёл 26 матчей и забил 2 мяча.

## Достижения
- Чемпион Румынии: 2002/03
- Обладатель Кубка Румынии: 2001/02
- Обладатель Суперкубка Румынии: 2002, 2003
- Серебряный призёр чемпионата России: 2005, 2007